# Shin Getter Robo Re:Model
Shin Getter Robo Re:Model (新・ゲッターロボ?, Shin Gettā Robo, lett. "Nuovo Getter Robot") è una serie anime di 13 episodi del 2004, pubblicata in forma di OAV e basata sui personaggi della serie di Getter Robot di Gō Nagai e Ken Ishikawa (in particolare su Getter Robot e Getter Robot G), della quale è un reboot.

## Doppiaggio
| Personaggio        | Doppiatore giapponese | Doppiatore italiano       |
| ------------------ | --------------------- | ------------------------- |
| Ryoma Nagare       | Hideo Ishikawa        | Lorenzo Scattorin         |
| Hayato Jin         | Naoya Uchida          | Massimo De Ambrosis       |
| Benkei Musashibo   | Kiyoyuki Yanada       | Luca Semeraro             |
| Professor Saotome  | Kinryū Arimoto        | Luca Biagini              |
| Michiru Saotome    | Takako Honda          | Sara Ferranti             |
| Tatsuhito Saotome  | Jin Yamanoi           | Enrico Pallini            |
| Seimei Degli Abe   | Takehito Koyasu       | Gabriele Trentalance      |
| Raiko Dei Minamoto |                       | Benedetta Degli Innocenti |
| Kintoki            |                       | Ambrogio Colombo          |
| Tsuna              |                       | Antonio Sanna             |
| Carlos             |                       | Gabriele Ricci            |
| Tamonten           | Tesshô Genda          | Greg                      |
| Zochoten           | Yuusaku Yara          | Simone Colombari          |
| Jikokuten          | Banjou Ginga          | Alessandro Messina        |
| Komokuten          | Daisuke Gouri         | Giorgio Bassanelli Bisbal |
| Hiruta             |                       | Gabriele Pellicanò        |

## Episodi
| Nº | Titolo italiano Giapponese 「Kanji」 - Rōmaji                               | In onda           | In onda |
| Nº | Titolo italiano Giapponese 「Kanji」 - Rōmaji                               | Giapponese        |         |
| 1  | Ryoma è qui 「竜馬が行く」 - Ryōma Ga Iku                                   | 9 aprile 2004     |         |
| 2  | Arriva Hayato 「隼人が来る」 - Hayabusa Jin Ga Kuru                         | 9 aprile 2004     |         |
| 3  | Musashibo Benkei 「武蔵坊弁慶」 - Musashibō Benkei                          | 14 maggio 2004    |         |
| 4  | Tre animali a briglie sciolte 「三匹が行く」 - San Hiki Ga Iku              | 14 maggio 2004    |         |
| 5  | Fuochi fatui 「鬼火」 - Onibi                                               | 11 giugno 2004    |         |
| 6  | Il palazzo dei demoni 「鬼の棲む館」 - Oni No Sumu Kan                      | 11 giugno 2004    |         |
| 7  | L’Onmyoji 「陰陽師」 - Inyō Shi                                             | 9 luglio 2004     |         |
| 8  | Scontro 「激突」 - Gekitotsu                                                | 9 luglio 2004     |         |
| 9  | La scena dell'inferno 「地獄変」 - Jigokuhen                                | 13 agosto 2004    |         |
| 10 | Lupo solitario 「ひとり狼」 - Hitori Ookami                                 | 13 agosto 2004    |         |
| 11 | Così soffia il vento divino 「かくて神風は吹く」 - Kaku Te Kamikaze Ha Fuku | 10 settembre 2004 |         |
| 12 | Terra e cielo 「天と地と」 - Ten To Chi To                                  | 10 settembre 2004 |         |
| 13 | Ultimo episodio 「竜馬がいく」 - Ryōma Ga Iku                               | 10 settembre 2004 |         |

## Edizione italiana
L'edizione italiana della serie è stata pubblicata su Prime Video dalla Yamato Video il 25 luglio 2022; il doppiaggio è stato eseguito dalla CDR e diretto da Giorgio Bassanelli Bisbal su dialoghi di Paolo Siervo.
Nel 2005 la serie era stata acquistata dalla d/visual, che ne aveva annunciato la pubblicazione in sei DVD-Video; tuttavia, dopo la proiezione in anteprima del primo episodio doppiato presso Lucca Comics & Games di quell'anno, tale edizione rimase inedita. Il doppiaggio era stato eseguito, con un cast differente, dalla E.T.S. e diretto da Fabrizio Mazzotta.